# Classe ATC R06
La classe ATC R06, dénommée « Antihistaminiques à usage systémique », est un sous-groupe thérapeutique de la classification anatomique, thérapeutique et chimique, développée par l'OMS pour classer les médicaments et autres produits médicaux. La classe ATC vétérinaire correspondante dans la classification ATCvet est QR06. Le sous-groupe présenté ici est celui établi par l'OMS, et peut donc différer des versions dérivées utilisées dans certains pays. Il fait partie du groupe anatomique R de la classification, intitulé « Système respiratoire ».

## R06A Antihistaminiques pour utilisation systémique

### R06AA Aminoalkyl éthers
R06AA01 Bromazine (en)
R06AA02 Diphénhydramine
R06AA04 Clémastine
R06AA06 Chlorphénoxamine (en)
R06AA07 Diphénylpyraline (en)
R06AA08 Carbinoxamine
R06AA09 Doxylamine
R06AA10 Triméthobenzamide (en)
R06AA52 Diphénhydramine, associations
R06AA54 Clémastine, associations
R06AA56 Chlorphénoxamine, associations
R06AA57 Diphénylpyraline, associations
R06AA59 Doxylamine, associations

### R06AB Alkylamines substituées
R06AB01 Bromphéniramine (en)
R06AB02 Dexchlorphéniramine
R06AB03 Dimétindène (en)
R06AB04 Chlorphéniramine
R06AB05 Phéniramine
R06AB06 Dexbromphéniramine (en)
R06AB07 Talastine (en)
R06AB51 Bromphéniramine, associations
R06AB52 Dexchlorphéniramine, associations
R06AB54 Chlorphéniramine, associations
R06AB56 Dexbromphéniramine, associations

### R06AC Éthylène diamines substituées
R06AC01 Mépyramine (en)
R06AC02 Histapyrrodine (en)
R06AC03 Chloropyramine (en)
R06AC04 Tripélennamine (en)
R06AC05 Méthapyrilène (en)
R06AC06 Thonzylamine (en)
R06AC52 Histapyrrodine, associations
R06AC53 Chloropyramine, associations

### R06AD Dérivés de la phénothiazine
R06AD01 Alimémazine
R06AD02 Prométhazine
R06AD03 Thiéthylpérazine (en)
R06AD04 Méthdilazine (en)
R06AD05 Hydroxyéthylprométhazine (en)
R06AD06 Thiazinam (en)
R06AD07 Méquitazine
R06AD08 Oxomémazine
R06AD09 Isothipendyl
R06AD52 Prométhazine, associations
R06AD55 Hydroxyéthylprométhazine, associations

### R06AE Dérivés de la pipérazine
R06AE01 Buclizine
R06AE03 Cyclizine
R06AE04 Chlorcyclizine (en)
R06AE05 Méclozine
R06AE06 Oxatomide (en)
R06AE07 Cétirizine
R06AE09 Lévocétirizine
R06AE51 Buclizine, associations
R06AE53 Cyclizine, associations
R06AE55 Méclozine, associations

### R06AK Associations d'antihistaminiques
Classe vide.

### R06AX Autres antihistaminiques pour usage systémique
R06AX01 Bamipine (en)
R06AX02 Cyproheptadine
R06AX03 Thénalidine (en)
R06AX04 Phénindamine (en)
R06AX05 Antazoline (en)
R06AX07 Triprolidine
R06AX08 Pyrrobutamine (en)
R06AX09 Azatadine (en)
R06AX11 Astémizole
R06AX12 Terfénadine (en)
R06AX13 Loratadine
R06AX15 Mébhydroline
R06AX16 Déptropine
R06AX17 Kétotifène
R06AX18 Acrivastine
R06AX19 Azélastine
R06AX21 Tritoqualine
R06AX22 Ébastine
R06AX23 Piméthixène (en)
R06AX24 Épinastine
R06AX25 Mizolastine
R06AX26 Fexofénadine
R06AX27 Desloratadine
R06AX28 Rupatadine
R06AX29 Bilastine
R06AX31 Quifénadine (en)
R06AX32 Séquifénadine (ru)
R06AX53 Thénalidine, associations
R06AX58 Pyrrobutamine, associations